# Aenne Burda Award
Der Aenne Burda Award for Creative Leadership wird alljährlich im Rahmen der DLD-Konferenz an einflussreiche Frauen für ihre visionären Ideen vergeben.

## Geschichte
Zum Andenken an das unternehmerische und soziale Engagement seiner Mutter Aenne Burda stiftete Hubert Burda im Jahr 2006 den Aenne Burda Award.
Bisherige Preisträgerinnen sind:
- 2006: Marissa Mayer, zu der Zeit Vizepräsidentin von Google und zuständig für „Search Products and User Experience“[1]
- 2007: Caterina Fake, eine Mitbegründerin von Flickr[2]
- 2008: Martha Stewart, eine Verlegerin und Schöpferin von TV-Produktionen zu Themen wie Garten, Haushalt, Küche und Mode[3][4]
- 2009: Esther Dyson, eine Journalistin, die in neue Internetfirmen wie Flickr und Del.icio.us investiert[5]
- 2010: Mitchell Baker, Vorsitzende der Mozilla Foundation[6][7]
- 2011: Natalie Massenet, Gründerin des Online-Luxusmodeportals für Frauen Net-A-Porter.[8][9][10]
- 2012: Arianna Huffington, Gründerin der Onlinezeitung Huffington Post[11][12]
- 2013: Zaha Hadid, eine der erfolgreichsten und innovativsten Architektinnen der Welt[13][14]
- 2014: Viviane Reding, Vizepräsidentin der Europäischen Kommission und Kommissarin für das Ressort Justiz, Grundrechte und Bürgerschaft[15][16]
- 2015: Edit Schlaffer, Gründerin und Vorsitzende von Frauen ohne Grenzen (Women without Borders)
- 2017: Auguste von Bayern, Ornithologin und Schirmherrin von Biotopia
- 2018: Christiana Figueres, costa-ricanische Politikerin und frühere Generalsekretärin der Klimarahmenkonvention der Vereinten Nationen
- 2019: Fatoumata Ba, nigerianische Unternehmerin
- 2020: Maya Hoffmann, Schweizer Kunstsammlerin, Dokumentarfilmproduzentin, Geschäftsfrau und Gründerin der Luma-Stiftung